# Garstenmolen
De Garstenmolen in Nigtevecht is in 1876 gebouwd op de plaats van een eerdere molen, die was afgebrand. Tot 1960 bemaalde de molen de Garstenpolder, daarna werd de Garstenmolen verbouwd tot recreatiewoning en werd het gaande werk verwijderd. Tot aan midden jaren 90 was de molen draaivaardig. De Garstenmolen is eigendom van de Stichting De Utrechtse Molens en is in 2006/2007 grondig gerestaureerd. Na de restauratie zijn er weer molenaars actief op de molen om water uit de Garstenpolder uit te malen op de Vecht. De molen is te bezichtigen op middagen dat er wordt uitgemalen. Deze tijden staan echter niet vast.